# Mehrangiz Kar
Pour les articles homonymes, voir Kar.
Mehrangiz Kar (en persan : مهرانگیز کار), née en 1944 à Ahvaz (Iran), est une avocate et militante des droits de l'homme iranienne. 

## Biographie
Mehrangiz Kar est également l'auteur du livre Crossing the Red Line et une militante pour les droits des femmes en Iran. 
En 2002, la Première dame des États-Unis, Laura Bush, lui a décerné le prix National Endowment for Democracy.  
Elle est la veuve de Siamak Pourzand, un autre dissident iranien et ancien prisonnier d'opinion qui s'est suicidé le 29 avril 2011, après une longue période de torture et d'emprisonnement.   